# GNU Screen
GNU Screen — свободная консольная утилита-мультиплексор, предоставляющая пользователю доступ к нескольким сессиям в рамках одной сессии. Это полезно для работы с несколькими программами из командной строки, а также для запуска программ на удаленном сервере.

## Использование программы
GNU Screen запускается простым вызовом (screen). Затем он запускает оболочку. При желании можно также указать исполняемую программу (например, screen irssi). В окне Ctrl+a используется в сочетании с другими комбинациями клавиш для подачи команд программе.
Ctrl+a–?, чтобы отобразить обзор сочетаний клавиш. Дополнительные виртуальные консоли теперь создаются с помощью комбинации клавиш Ctrl+a–c. В новой виртуальной консоли запускается оболочка, из которой можно запускать другие приложения. Переключение между различными консолями, можно сделать с помощью комбинаций клавиш Ctrl+a– пробел или Ctrl+a–0…9.
Сеанс можно отключить комбинацией клавиш Ctrl+a–d. Затем экран закрывается, но продолжает работать в фоновом режиме.
Теперь пользователь может выйти из системы и (позже) восстановить сеанс после повторного входа в систему с помощью команды screen -r.